# Comuna Mîhailivți, Murovani Kurîlivți
Mîhailivți (în ucraineană Михайлівці) este o comună în raionul Murovani Kurîlivți, regiunea Vinnița, Ucraina, formată din satele Krasne și Mîhailivți (reședința).

## Demografie
Componența lingvistică a satului Mîhailivți
     Ucraineană (99,32%)
     Alte limbi (0,68%)
Conform recensământului din 2001, majoritatea populației satului Mîhailivți era vorbitoare de ucraineană (99,32%), existând în minoritate și vorbitori de alte limbi.